# 阿惠馬努 (夏威夷州)
阿惠馬努（英語：Ahuimanu）是位於美國夏威夷州檀香山縣的一個人口普查指定地區。

## 地理
阿惠馬努的座標為21°26′36″N 157°50′24″W / 21.44333°N 157.84000°W，而該地最高點為海拔高度25米（即82英尺）。

## 人口
根據2010年美國人口普查的數據，阿惠馬努的面積為7.00平方千米，均為陸地。當地共有人口8810人，而人口密度為每平方千米1,258.57人。